# Robert Blake (aktor)
Robert Blake, właśc. Michael James Vincenzo Gubitosi (ur. 18 września 1933 w Nutley, New Jersey, zm. 9 marca 2023 w Los Angeles) – amerykański aktor telewizyjny i filmowy, występował w serialu telewizyjnym Baretta.

## Życiorys
Robert Blake (pierwotne nazwisko: Michael James Vincenzo Gubitosi) urodził się w rodzinie Giacomo Gubitosiego (1906–1956) i Elisabeth Cafone (ur. 1910) jako jedno z trójki ich potomstwa (siostra Giovanna Gubitosi (1932–1985) oraz brat James Gubitosi (1930–1995). Jego ojciec, Włoch z pochodzenia, przeniósł się do USA w roku 1907. Jego matka posiadająca korzenie włosko-amerykańskie, urodziła się w New Jersey. Pobrali się w roku 1929. Po kilku latach małżeństwo zadecydowało o rozpoczęciu rodzinnych występów scenicznych. Ich trójka dzieci występowała pod nazwą „Trójka małych prowincjuszy”. W roku 1938 cała rodzina przeprowadziła się do Los Angeles w Kalifornii z myślą o dalszym rozwoju kariery aktorskiej potomstwa.

### Kariera aktorska w młodości

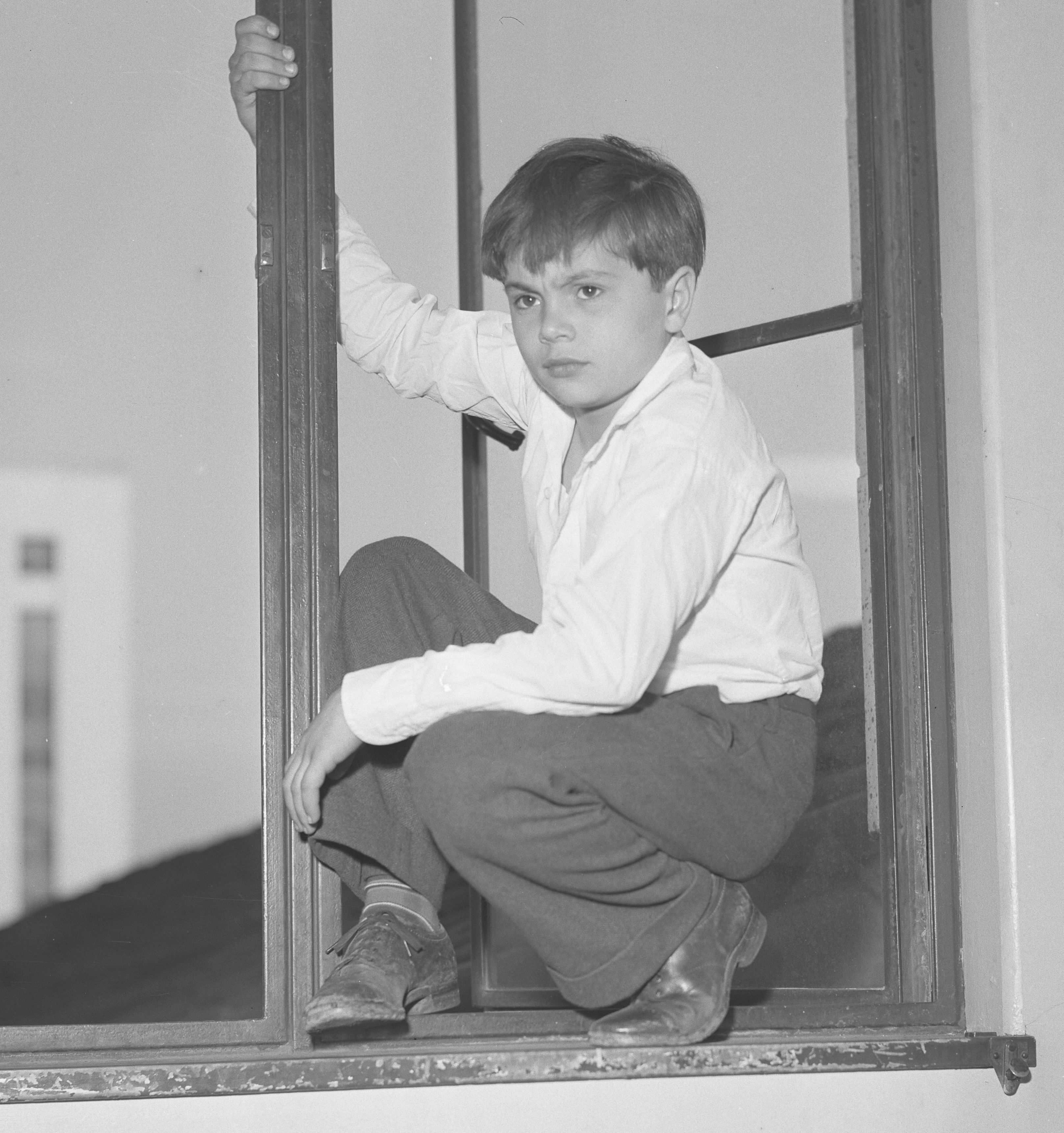
Robert Blake w roku 1944

Jako dziecko, Robert Blake przedstawiany był jako Mickey Gubitosi. Pod tym pseudonimem rozpoczął swoją karierę aktorską grając rolę Toto w filmie wytwórni Metro-Goldwyn-Mayer Ślubny garnitur z roku 1939 i występując tam min. z aktorką Annabellą oraz Robertem Youngiem. Po tym filmie, pojawił się także w serialu Our gang wytwórni MGM zastępując w głównej roli Eugene’a „Porky’ego” Lee. W latach 1939–1944 wystąpił w około 40 odcinkach serialu. Jego rodzeństwo również występowało w serialu (w rolach pobocznych).
W okresie gry w serialu krytykowano go za nieprzekonującą w pełni i niesubtelną grę aktorską. Równocześnie wytykano jego nieznośny charakter oraz skłonności do narzekania.
Dnia 29 kwietnia 1944 roku MGM zakończyło serię finałowym odcinkiem Dancing Romeo.
Kolejnym etapem jego aktorskiej kariery była rola indiańskiego chłopca w serialu Little Beaver – do roku 1947 pojawił się w 23 odcinkach serialu.
Inne jego występy to rola w The Big Noise z 1944 r. Zagrał również w Humoresque z 1946 r. (produkcja Warner Brothers) jako John Garfield. W Skarbie Sierra Madre z 1948 r. zagrał meksykańskiego chłopca – wystąpił tam z Humphreyem Bogartem.
Jego dzieciństwo obfitowało w liczne problemy i prześladowania ze strony ojca alkoholika. W wieku 10 lat zapisano go do szkoły publicznej, jednakże jego kontakty z rówieśnikami były nieudane, ich wrogie nastawienie doprowadzało niejednokrotnie do bójek, a to w efekcie zakończyło się jego wydaleniem ze szkoły. W wieku 14 lat uciekł z domu.

### Dalsza kariera
Kariera aktorska Roberta Blake’a w dorosłym życiu kontynuowana była z początku głównie w oparciu o dramatyczne role w serialach telewizyjnych i filmach. W roku 1959 odmówił przyjęcia roli Joe Cartwrighta w serialu Bonanza – ostatecznie zagrał go Michael Landon. W tym samym roku jednak zagrał rolę Toby’ego Hacketta w serialu 26 men w odcinku Trade Me Deadly. Wcielił się również w rolę Alfredo w westernie The Cisco Kid.
Dał się poznać szerszemu gronu widzów grając rolę Tony’ego Baretty w popularnym amerykańskim serialu Baretta (nadawanym w latach 1975–1978). Za tę kreację otrzymał nagrodę Emmy.
Grał charakterystyczne role, jego specyficzna uroda i mimika zostały uwiecznione również w jednym z filmów Davida Lyncha – Zagubiona autostrada (1997). W filmie zagrał postać upiornego Mystery Mana symbolizującego niedolę, strach, szaleństwo i zagubienie głównego bohatera granego przez Billa Pullmana.

## Życie prywatne
Był dwukrotnie żonaty. Jego pierwsza żona, Sondra Kerr, z którą wziął ślub w 1961 dała mu dwójkę dzieci: syna Noaha (ur. 1965) i córkę Delinah (ur. 1966). Para rozwiodła się w 1983.
W 1999 Robert Blake poznał Bonnie Lee Bakley znaną z kontaktów ze starszymi, zwłaszcza zamożnymi i sławnymi gwiazdami kina. W okresie ich spotkań, Bonnie Lee Bakley była również widywana z Christianem Brando, synem Marlona Brando. Kiedy zaszła w ciążę, powiadomiła o przyszłym ojcostwie obu partnerów. Początkowo dziecko zostało nazwane „Christian Shannon Brando” a Bakley twierdziła, że to Christian Brando jest jego ojcem. Wątpliwe jednak dowody tego faktu zostały podważone przez test DNA, którego zażądał Robert Blake. Po udowodnieniu jego ojcostwa para pobrała się 19 listopada 2000 r. a dziecku zmieniono imię na „Rose”. Było to drugie małżeństwo dla Blake’a, dla Bakley – dziesiąte. Pomimo zawartego związku małżeńskiego Bakley mieszkała w niewielkim domku dla gości sąsiadującym z domem męża w Studio City w Kalifornii, podlegającym terytorialnie pod San Fernando Valley.
4 maja 2001 roku Blake zabrał swoją żonę na obiad do włoskiej restauracji Vitello na Tujunga Avenue w Studio City. Bonnie Lee Bakley została zastrzelona strzałem w głowę, kiedy siedziała w samochodzie zaparkowanym za rogiem restauracji. Podczas przesłuchania Blake zeznał przesłuchującym go policjantom, że w chwili śmierci małżonki przebywał w restauracji – po zakończonym obiedzie para wyszła z restauracji, jednakże Blake postanowił wrócić, przypomniawszy sobie, że w restauracji na stole zostawił pistolet. Bakley poszła do samochodu sama, a Blake miał w tym czasie wejść do restauracji. Twierdził, że kiedy usłyszał strzał, przebywał wewnątrz budynku. Przesłuchiwani goście i personel restauracji zgodnie jednak twierdzili, że nie widzieli, aby Blake po wyjściu z restauracji wrócił do niej.

### Areszt i proces
Niespełna rok później, 18 kwietnia 2002 roku, został aresztowany jako oskarżony o morderstwo swojej żony. Earla Caldwella, osobistego ochroniarza Blake’a posądzono o współudział w zbrodni. Podstawą do oskarżenia aktora stało się zeznanie Ronalda „Duffy’ego” Hambletona. Hambleton, były kaskader, twierdził, że Blake chciał zlecić mu morderstwo swojej żony. Podobne zeznanie na niekorzyść Blake’a złożył także kolega po fachu Hambletona – Gary McLarty. Istnieje teoria, że obciążające zeznanie Hambletona podyktowane było układem, w którym Hambleton w zamian za konkretne zeznania miał zostać powołany jako ławnik w procesie Blake’a. Kwestia tego układu była przywoływana podczas całego procesu ze strony obrońców aktora.
22 kwietnia został oskarżony o morderstwo Bonnie Lee Bakley; prokurator zażądał dla niego kary śmierci. Został również oskarżony o podwójne nakłanianie do morderstwa oraz współudział w morderstwie. Blake nie przyznał się do żadnego ze stawianych mu zarzutów. Caldwell, oskarżony o współudział w jednym morderstwie, również nie przyznał się do winy. Dnia 25 kwietnia prokuratura zmieniła swoje stanowisko w sprawie sugerowanej dla aktora kary śmierci – zamieniono to na żądanie kary dożywotniego pozbawienia wolności bez możliwości zwolnienia warunkowego.
Oskarżony o współudział w przestępstwie ochroniarz Blake’a został zwolniony z aresztu 27 kwietnia po wpłaceniu przez aktora 1 mln dolarów kaucji. Niemal rok później, 13 marca 2003 roku, sąd zgodził się na wpłacenie 1,5 mln dolarów kaucji oraz wypuszczenie na wolność również i Blake’a co oznaczało, że na rozpoczęcie procesu może oczekiwać na wolności.

### Uniewinnienie
16 marca 2005 roku wszystkie zarzuty przeciwko aktorowi zostały oddalone. Stało się tak, ponieważ ława przysięgłych zagłosowała 11-1 na korzyść Blake’a. Adwokat Steve Cooley reprezentujący stronę oskarżenia, komentując orzeczenie stwierdził, że Blake jest „żałosnym przykładem istnienia ludzkiego”, natomiast wydających werdykt nazwał „nieprawdopodobnie głupimi”. Obrona Blake’a natomiast podkreślała, że oskarżenie zawiodło, gdyż nie potrafiło przedstawić rzeczowych dowodów, a co za tym idzie – udowodnić winy aktora. Analizujący proces obserwatorzy zgodzili się z werdyktem sądu. Bezpośrednio po uwolnieniu Roberta Blake’a kilku fanów aktora uczciło jego uwolnienie nocną imprezą w ulubionej restauracji Blake’a – Vitello.

### Sprawa cywilna
Troje dzieci zamordowanej Bonnie Lee Bakley wszczęło z powództwa cywilnego proces o odszkodowanie od Blake’a, którego obarczyły winą i odpowiedzialnością za śmierć matki. 18 listopada 2005 roku sąd uznał roszczenia potomstwa Bakley i nakazał aktorowi zapłacenie 30 milionów dolarów. Dnia 3 lutego 2006 roku Blake ogłosił bankructwo. Adwokat Blake’a z procesu kryminalnego, Schwartzbach, zobowiązał się do wniesienia odwołania od wyroku. 28 lutego 2007 roku odwołanie istotnie zostało wniesione, a śledztwo dotyczące morderstwa małżonki aktora powierzono detektywowi Ronowi Ito. Opierając się na posiadanych informacjach oraz zeznaniach Briana Allana Fiebelkorna wykazano, że istotnie w śmierć Bakley zamieszany mógł być ktoś inny. Detektyw wskazywał Christiana Brando, z którym zamordowana utrzymywała bliższe stosunki oraz twierdziła przez pewien czas, że jest ojcem jej córki. 26 kwietnia 2008 roku sąd apelacyjny podtrzymał wyrok z procesu cywilnego, zmniejszając jednakże o połowę sumę odszkodowania dla dzieci ofiary.
Historia Roberta Blake’a zainspirowała jeden z odcinków kryminalnego serialu telewizyjnego Prawo i porządek.